# Solar Orbiter
A Solar Orbiter európai űrszonda, mely heliocentrikus pályáról vizsgálja minden korábbinál részletesebben a Napot. A programban az ESA vezetése alatt a NASA is részt vesz.

## Küldetés
A tervek szerint 2017-ben az amerikai Cape Canaveralből Atlas V hordozórakétával indítják a Solar Orbitert. Elliptikus pályáját úgy hangolják be, hogy a csillag forgását követheti, ezzel lehetővé válik, hogy egy különleges területet sokkal hosszabb ideig figyeljen meg, mint jelenleg lehetséges.

## Pálya
Elliptikus pálya a Nap körül, az egyenlítőhöz képest 35°-ig növekvő pályaelhajlással.

## Feladat
A korábbiaknál sokkal jobb felbontású képek készítése a Napról, valamint helyszíni mérések végzése.
A Napot mintegy 48 napsugárnyi távolságig közelíti meg. A készítendő képek felbontásában 1 pixel 100 km-nek felel meg. A Nap sarki régióiról is képeket készít, a Nap azon részeiről, amik a Földről nem láthatók.

## Külső hivatkozások
- Solar Orbiter, ESA hivatalos oldal